# Architype Van der Leck
Architype Van der Leck is een geometrisch lettertype gebaseerd op het in 1941 door Bart van der Leck ontworpen lettertype voor het boekje "Het Vlas", een sprookje van Hans Christiaan Andersen, getypografeerd en geïllustreerd door Bart van der Leck, uitgegeven in 500 exemplaren.
Het lettertype is geometrisch geconstrueerd en geïnspireerd op een vroeger 'stencil'-alfabet. Van der Leck ontwierp het begin jaren 1930 voor toepassing in merknaam en advertentiedoeleinden voor Jo de Leeuws prestigieuze warenhuizen Metz & Co.
Het lettertype vertoont gelijkenis met dat uit 1919 van Theo van Doesburg. Het ontwerp liep voor op typografische ontwikkelingen rondom geometrische minimalisering van Wim Crouwels Nieuwe Alfabet uit 1967 en vroege digitaliseringen van lettertypen als Zuzana Licko's typen Lo-Res and Emperor 8.
Architype Van der Leck is één uit de collectie van enkele herziene lettertypen uit de vroege twintigste-eeuwse typografische experimenten ontworpen door Freda Sack en David Quay van The Foundry.